# Lý Kiều Minh
Lý Kiều Minh (tiếng Trung: 李桥铭; bính âm: Li Qiaoming; sinh tháng 4 năm 1961) là Thượng tướng Quân Giải phóng Nhân dân Trung Quốc (PLA). Ông là Ủy viên Ủy ban Trung ương Đảng Cộng sản Trung Quốc khóa XX, khóa XIX, hiện là Tư lệnh Lục quân Quân Giải phóng Nhân dân Trung Quốc. Ông từng là Tư lệnh Chiến khu Bắc bộ Quân Giải phóng Nhân dân Trung Quốc. Trước đó, ông giữ chức Phó Tư lệnh Chiến khu Bắc bộ kiêm Tư lệnh Lục quân trực thuộc Chiến khu Bắc bộ từ năm 2016 đến tháng 9 năm 2017.

## Tiểu sử
Lý Kiều Minh sinh tháng 4 năm 1961 tại huyện Yển Sư, tỉnh Hà Nam. Tháng 12 năm 1976, ông gia nhập Quân Giải phóng Nhân dân Trung Quốc (PLA) là chiến sĩ Sư đoàn Cao pháo 71, Quân khu Quảng Châu, lần lượt đảm nhiệm chức vụ Tiểu đội trưởng, Trung đội trưởng, Đại đội trưởng, Tiểu đoàn trưởng thuộc Lữ đoàn Cao pháo 16, Khoa trưởng Khoa tác chiến huấn luyện Bộ tư lệnh Lữ đoàn, Tham mưu Phòng Quân vụ Tập đoàn quân 41; Phó trưởng phòng Phòng tác chiến huấn luyện, Tham mưu trưởng Trung đoàn 361, Sư đoàn 121; Trung đoàn trưởng Trung đoàn 364; Trưởng phòng Phòng tác chiến huấn luyện Tập đoàn quân 41 Lục quân; Tham mưu trưởng Sư đoàn 124, Tập đoàn quân 42 và Phó Tham mưu trưởng Tập đoàn quân 42.
Tháng 5 năm 2007, Lý Kiều Minh nhậm chức Sư đoàn trưởng Sư đoàn 124, Tập đoàn quân 42 Lục quân thuộc Quân khu Quảng Châu. Tháng 1 năm 2010, ông được bổ nhiệm làm Tham mưu trưởng Tập đoàn quân 41 Lục quân, Quân khu Quảng Châu. Tháng 7 năm 2011, ông được phong quân hàm Thiếu tướng. Tháng 7 năm 2013, Lý Kiều Minh được bổ nhiệm giữ chức Tư lệnh Tập đoàn quân 41 Lục quân.
Ngày 1 tháng 2 năm 2016, Chủ tịch Quân ủy Trung ương Tập Cận Bình tuyên bố giải thể 7 đại Quân khu gồm Bắc Kinh, Thẩm Dương, Tế Nam, Nam Kinh, Quảng Châu, Lan Châu và Thành Đô để thiết lập lại thành 5 Chiến khu, là Chiến khu Đông, Chiến khu Bắc, Chiến khu Nam, Chiến khu Tây và Chiến khu Trung ương; Lý Kiều Minh được bổ nhiệm giữ chức Tư lệnh Lục quân Chiến khu Bắc bộ kiêm Phó Tư lệnh Chiến khu Bắc bộ Quân Giải phóng Nhân dân Trung Quốc.
Ngày 31 tháng 7 năm 2017, tại Bắc Kinh đã long trọng cử hành nghi thức phong quân hàm Trung tướng Lục quân cho ông Lý Kiều Minh. Ngày 6 tháng 9 năm 2017, Lý Kiều Minh được bầu chọn là một trong 303 đại biểu quân sự tham dự Đại hội Đảng Cộng sản Trung Quốc lần thứ XIX. Tháng 9 năm 2017, Lý Kiều Minh được bổ nhiệm làm Tư lệnh Chiến khu Bắc bộ, thay cho Thượng tướng Tống Phổ Tuyển được luân chuyển giữ chức Chủ nhiệm Bộ Bảo đảm Hậu cần Quân ủy Trung ương Trung Quốc.
Ngày 24 tháng 10 năm 2017, tại Đại hội Đảng Cộng sản Trung Quốc lần thứ XIX, Lý Kiều Minh được bầu làm Ủy viên Ủy ban Trung ương Đảng Cộng sản Trung Quốc khóa XIX.
Ngày 12 tháng 12 năm 2019, ông được phong quân hàm Thượng tướng Quân Giải phóng Nhân dân Trung Quốc, quân hàm cao nhất Giải phóng quân hiện hành.